# 琼崖石韦
琼崖石韦（学名：Pyrrosia eberhardtii）为水龙骨科石韦属下的一个种。

## 扩展阅读
- 維基物種上的相關：琼崖石韦